# Postura de meditación
Las posturas de meditación son, como su nombre indica, posiciones corporales destinadas a favorecer el acto de la meditación en disciplinas como el hinduismo, el budismo y el taoísmo. Generalmente toman la forma de posturas sedentes o genuflexas que mantienen la espina dorsal lo más recta posible. 
Por lo general, un practicante avanzado tendrá menos ajustes en su postura durante la meditación mientras que los principiantes realizarán mayores movimientos debido al desconfort y los ajustes en la postura.

## En las tradiciones
La meditación postural es un componente fundamental del budismo zen, donde se le conoce como zazen, así como del yoga y el Chi Kung. Sin embargo, contrariamente a la creencia popular, no es la única forma posible de meditar. Algunas doctrinas animan a hacerlo mientras se camina (conocido como kinhin) y mientras se llevan a cabo tareas repetitivas (llamado samu).
Algunas escuelas de artes marciales chinos (Taichi Chuan, Xing Yi Quan) practican la meditación de pie, llamada Zhàn zhuāng.
Los eruditos del confucianismo en China también practican la meditación.  Su postura estándar es sentarse en una silla con los pies apoyados en el suelo.

### En losYoga Sutras

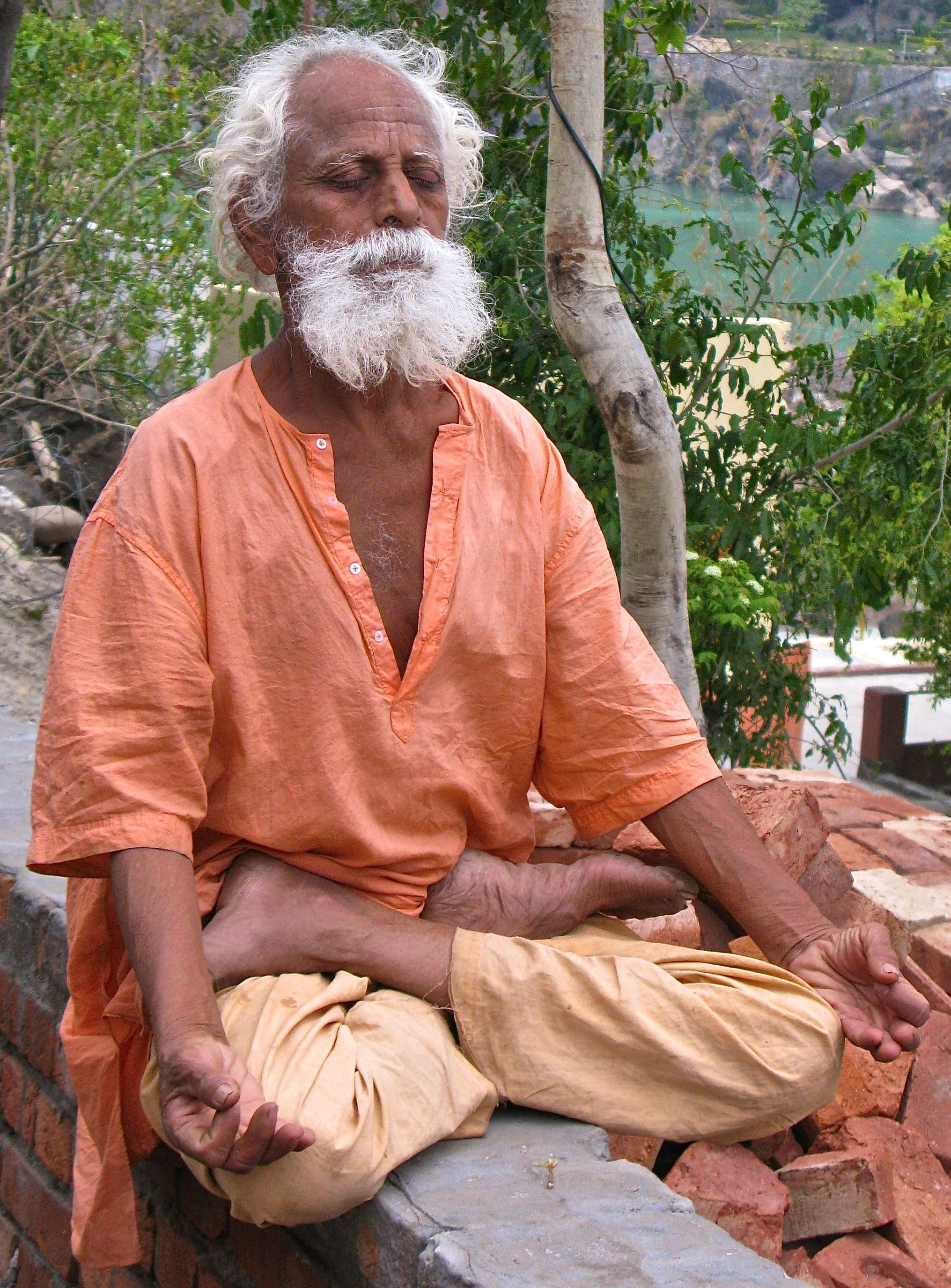
Padmasana o posición del loto.

Los yoga sutra de Patañjali postulan que el yoga tiene ocho componentes, un concepto llamado ashtanga, y uno de ellos son los asana, las posturas. Estos sutras no nombran ningún asana en especial, sino que definen las características que todos deben tener:

स्थिरसुखमासनम् ॥४६॥
sthira sukham āsanam
Tu postura [para la meditación] debe ser estable y cómoda. Yoga Sutras 2:46

Los sutras son parte de un texto llamado Bhasya, que según algunos es obra del mismo autor. Este sí explica doce asanas sentados de meditación, incluyendo padmasana, virasana, bhadrasana y svastikasana.

## Fundamentos
La posición sedente, a menudo con las piernas cruzadas o entrelazadas, ha supuesto el método estándar de meditación durante siglos en el subcontinente indio. La más básica es sukhasana (sentado con las piernas cruzadas), a la que siguen siddhasana (sentado con las rodillas cerca del suelo y una pierna plegada hacia sí) y padmasana (sentado con cada pie sobre el muslo opuesto), así como baddha konasana (sentado con las piernas planas sobre el suelo y las plantas de los pies juntas). También son populares las posturas de rodillas, como virasana (arrodillado entre los talones), vajrasana (arrodillado y vertical) o la japonesa seiza (arrodillado sobre los talones). Las manos pueden colocarse en una larga serie de mudras, aunque B. K. S. Iyengar favorece el anjali mudra en concreto. El experto Seymour Ginsburg considera que los beneficios de estas posturas se basan principalmente en que "compactan" el cuerpo del meditador y permiten "incluir la entera experiencia de uno mismo en nuestra atención".
Existe una diversidad de opiniones sobre la comodidad de estas posturas. Padmasana en particular puede ser difícil o incluso imposible para personas con poca flexibilidad en las piernas o que no están habituados a sentarse en posiciones semejantes. La profesora de yoga Anne Cushman define esto como "auto-tortura... aparentemente, creer que lastimarte la cara interna del muslo con el tobillo es crucial para el despertar espiritual". Es posible, e incluso frecuente hasta cierto punto, lesionarse. Baddha konasana se considera una alternativa más segura para estas personas mientras no se intente obligar a las rodillas a tocar el suelo.
Cushman postula que, ya que la meditación no es una postura, no se requiere ninguna postura para meditar, pero es útil tener una posición establecida para hacerlo, y, como los Yoga Sutras postulan, conviene que sea estable y cómoda. Hace notar, sin embargo, que aunque las posturas extenuantes como adho mukha shvanasana son poco populares, posturas exageradamente cómodas como savasana podrían inducir sueño en el meditador. Las posiciones de piernas cruzadas son por tanto un término medio: lo bastante cómodas como para permitir descansar los músculos, pero no lo bastante como para que el usuario caiga dormido. La columna vertebral debe estar siempre erguida y en equilibrio, dejando los músculos de la espalda en relax y centrándose en la respiración. Existen numerosas posiciones que cumplen estos requisitos, ya sean posturas como muktasana o simplemente sentarse en una silla con la espalda vertical y los pies sobre el suelo. Tradicionalmente se usa un cojín o zafu a fin de elevar las caderas sobre las rodillas, facilitando la tarea de mantener la columna recta.